# Asian Volleyball Confederation
L'Asian Volleyball Confederation (AVC) riunisce le federazioni pallavolistiche di Asia e Oceania e ha sede a Pechino, Cina.

## Competizioni AVC

### Competizioni per squadre nazionali
- Campionato asiatico e oceaniano maschile
- Campionato asiatico e oceaniano femminile
- Campionato asiatico e oceaniano maschile under 23
- Campionato asiatico e oceaniano femminile under 23
- Campionato asiatico e oceaniano maschile under 20
- Campionato asiatico e oceaniano femminile under 19
- Campionato asiatico e oceaniano maschile under 18
- Campionato asiatico e oceaniano femminile under 17
- Coppa Asiatica maschile
- Coppa Asiatica femminile

### Competizioni per club
- Campionato asiatico per club maschile
- Campionato asiatico per club femminile

## Federazioni affiliate
Data la vastità dell'area sotto il governo dell'AVC, sono state create 5 Associazioni di zona:
- Asia orientale
- Asia centrale, comprendente anche il Subcontinente indiano
- Asia occidentale
- Sud-est asiatico
- Oceania

| Codice | Paese                         | Federazione                                           |
| --- | ----------------------------- | ----------------------------------------------------- |
| AFG | Afghanistan                   | Afghanistan Volleyball Association                    |
| ASA | Samoa Americane               | American Samoa Volleyball Association                 |
| AUS | Australia                     | Australia Volleyball Federation                       |
| BAN | Bangladesh                    | Bangladesh Volleyball Federation                      |
| BHU | Bhutan                        | Bhutan Volleyball Federation                          |
| BRN | Bahrein                       | Bahrain Volleyball Association                        |
| BRU | Brunei                        | Brunei Amateur Volleyball Association                 |
| CAM | Cambogia                      | Fédération de Volleyball du Cambodge                  |
| CHN | Cina                          | China Volleyball Association                          |
| COK | Isole Cook                    | Cook Islands Volleyball Federation                    |
| FIJ | Figi                          | Fiji Volleyball Federation                            |
| FSM | Micronesia                    | Federated States of Micronesia Volleyball Association |
| GUM | Guam                          | Guam Volleyball Federation                            |
| HKG | Hong Kong                     | Volleyball Association of Hong Kong, China            |
| INA | Indonesia                     | Persatuan Bola Voli Seluruh Indonesia                 |
| IND | India                         | Volleyball Federation of India                        |
| IRI | Iran                          | Islamic Republic of Iran Volleyball Federation        |
| IRQ | Iraq                          | Iraq Center Volleyball Federation (sospesa)           |
| JOR | Giordania                     | Jordan Volleyball Federation                          |
| JPN | Giappone                      | Japan Volleyball Association                          |
| KAZ | Kazakistan                    | Volleyball Federation of Republic of Kazakhstan       |
| KGZ | Kirghizistan                  | Kirigistan Volleyball Federation                      |
| KIR | Kiribati                      | Kiribati National Volleyball Federation               |
| KORN | Corea del Sud                 | Korea Volleyball Federation                           |
| KSA | Arabia Saudita                | Saudi Arabia Volleyball Federation                    |
| KUW | Kuwait                        | Kuwait Volleyball Association                         |
| LAO | Laos                          | Laos Volleyball Federation                            |
| LIB | Libano                        | Lebanese Volleyball Federation                        |
| MAC | Macao                         | Volleyball Association of Macau, China                |
| MAS | Malaysia                      | Malaysia Volleyball Association                       |
| MDV | Maldive                       | Volleyball Association of Maldives                    |
| MGL | Mongolia                      | Mongolian Volleyball Association                      |
| MSH | Isole Marshall                | Marshall Islands Volleyball Federation                |
| MYA | Birmania                      | Myanmar Volleyball Federation                         |
| NEP | Nepal                         | Nepal Volleyball Association                          |
| NIU | Niue                          | Niue Island Volleyball Association                    |
| NRU | Nauru                         | Nauru Volleyball Association                          |
| NZL | Nuova Zelanda                 | Volleyball New Zealand                                |
| OMA | Oman                          | Oman Volleyball Association                           |
| PAK | Pakistan                      | Pakistan Volleyball Federation                        |
| PAU | Palau                         | Palau Volleyball Federation                           |
| PH | Filippine                     | Philippine Amateur Volleyball Association             |
| PLE | Palestina                     | Palestine Volleyball Federation                       |
| PNG | Papua Nuova Guinea            | Papua New Guinea Volleyball Federation                |
| PRK | Corea del Nord                | The Volleyball Association of the D.P.R. Korea        |
| QAT | Qatar                         | Qatar Volleyball Association                          |
| SAI | Isole Marianne Settentrionali | Saipan Amateur Volleyball Association                 |
| SAM | Samoa                         | Volleyball Samoa Federation                           |
| SIN | Singapore                     | Volleyball Association of Singapore                   |
| SOL | Isole Salomone                | Solomon Islands Volleyball Federation                 |
| SRI | Sri Lanka                     | Sri Lanka Volleyball Federation                       |
| SYR | Siria                         | Syrian Arab Volleyball Federation                     |
| PYF | Polinesia francese            | Tahiti Volleyball Association                         |
| TGA | Tonga                         | Tonga Volleyball Association                          |
| THA | Thailandia                    | Thailand Volleyball Association                       |
| TJK | Tagikistan                    | Volleyball Federation of Tadjikistan                  |
| TLS | Timor Est                     | Federação de Voleibol de Timor-Leste                  |
| TKM | Turkmenistan                  | Turkmenistan Volleyball Federation                    |
| TPE | Taipei cinese                 | Chinese Taipei Volleyball Association                 |
| TUV | Tuvalu                        | Tuvalu Volleyball Federation                          |
| UAE | Emirati Arabi Uniti           | United Arab Emirates Volleyball Association           |
| UZB | Uzbekistan                    | Uzbekistan Volleyball Federation                      |
| VAN | Vanuatu                       | Vanuatu Volleyball Federation                         |
| VIE | Vietnam                       | Volleyball Federation of Vietnam                      |
| YEM | Yemen                         | Yemen Volleyball Federation                           |
| Per quanto riguarda la Polinesia francese si fa riferimento alla federazione dell'isola più importante, Tahiti; per le Isole Marianne Settentrionali ci si riferisce alla federazione dell'isola di Saipan. |                               |                                                       |